# Hucho
Hucho Günther, 1866 è un genere di pesci ossei marini e d'acqua dolce appartenenti alla famiglia Salmonidae.

## Distribuzione e habitat
Tutte le specie del genere Hucho, ad eccezione del Salmone del Danubio (Hucho hucho), sono originarie dell'Asia. In passato nei fiumi europei si poteva incontrare anche il Taimen (Hucho taimen), ma vi è da tempo scomparso e oggi sopravvive solamente in Mongolia e Russia. Le altre due specie sono il Taimen del Sichuan (Hucho bleekeri) e il Taimen coreano (Hucho ishikawae).

## Descrizione
I rappresentanti del genere Hucho sono tra i più imponenti Pesci d'acqua dolce. Uniti da stretti legami ai Salmerini, sono dotati di un vomere non molto sviluppato, la cui dentatura forma una serie chiusa con quella della volta palatina; il corpo è slanciatissimo e leggermente compresso ai lati, mentre il capo appare un po' appiattito, come nel Luccio. Il genere comprende 4 specie, la più importante delle quali è il Salmone del Danubio (Hucho hucho) e, in misura minore, Hucho taimen. 

## Specie
Il genere attualmente comprende 4 specie:, ma in passato veniva inserito in questo genere anche il rarissimo Taimen di Sakhalin (Parahucho perryi), attualmente classificato in un genere monospecifico a parte.
- Hucho bleekeri
- Hucho hucho
- Hucho ishikawae
- Hucho taimen